# Antamenes ferrugineus
Antamenes ferrugineus är en stekelart som beskrevs av Giordani Soika 1977. Antamenes ferrugineus ingår i släktet Antamenes och familjen Eumenidae. Inga underarter finns listade i Catalogue of Life.